# Casa Minerbi-Del Sale
Casa Minerbi-Del Sale o Dal Sale è un edificio di origine medievale in via Giuoco del Pallone a Ferrara, in parte chiuso per lavori di restauro. 
Al suo interno sono conservati due ambienti decorati con affreschi trecenteschi attribuiti al pittore Stefano da Ferrara: il salone con le allegorie delle Virtù e dei Vizi con al centro un Giudizio particolare e la Sala degli Stemmi dove sono raffigurati i Mesi associati ad altre immagini probabilmente astrologiche.
Il corpo di fabbrica medievale di Casa Minerbi Del Sale è inserito in un complesso di edifici tra loro collegati e in parte impiegati dal 2016 come sede del Centro di Studi Bassaniani e da altri uffici comunali.

## Storia

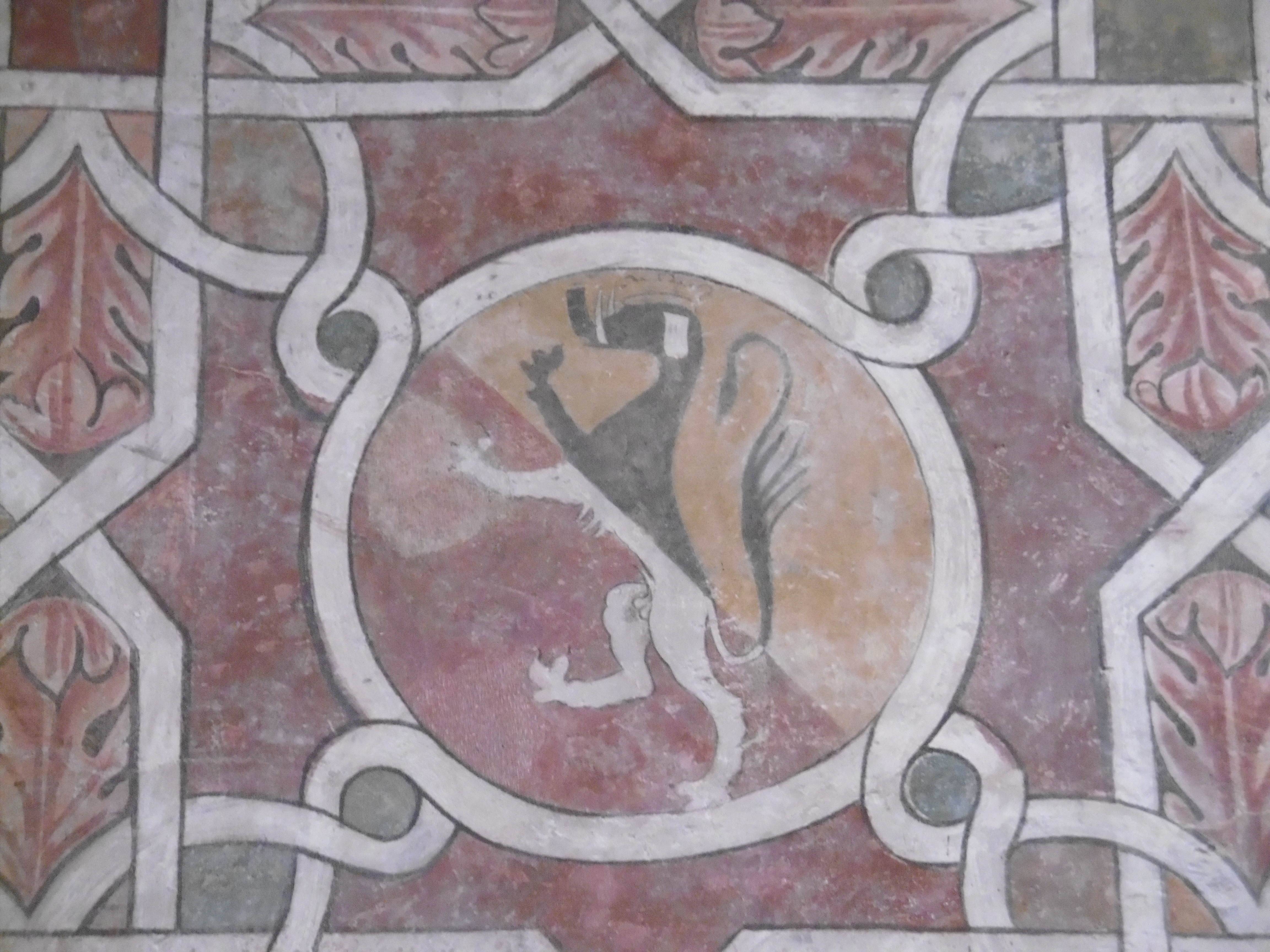
Stemma famiglia Dal Sale

L'edificio è stato edificato attorno alla metà del Trecento dalla famiglia Del Sale.
L'identificazione della committenza con questa famiglia è stata resa possibile grazie al riconoscimento dell'impresa araldica, un leone rampante con testa d'elefante, scolpita nei capitelli del loggiato e affrescata nei clipei della sala degli Stemmi. Non è noto il componente della famiglia che fece edificare questa casa signorile anche se alcune fonti di archivio attestano dal 1355 al 1359 la presenza di Tilbertus a Sale attivo come notaio e residente in contrada Santa Marie de Bucho, l'antica chiesa ferrarese ora non più esistente, situata nei pressi delle proprietà della famiglia Del Sale. Lo stesso notaio ferrarese era attivo a Venezia nel 1354 presso la Cancelleria Inferiore di palazzo Ducale. A partire dai primi studi della seconda metà del Novecento, la casa ha assunto per la sua identificazione i nomi degli ultimi e dei primi proprietari che l'hanno abitata: Minerbi e Del Sale. 
Fino all'Ottocento i documenti e le notizie storiche,  emersi da archivi e da indagini svolte in occasione dei restauri, sono insufficienti a definire i diversi passaggi della proprietà di casa Del Sale che si sono succeduti nel corso dei secoli. 
Nel 1995 il Comune di Ferrara e il Demanio dello Stato hanno acquistato dagli eredi Minerbi la proprietà dell'intero immobile.

## Arte
L'edificio ha una pianta a forma di quadrilatero irregolare ed è disposto su due livelli tra loro un tempo comunicanti probabilmente attraverso scale di legno. 
Il piano terra presenta in facciata un portico a tre arcate dove, nei capitelli dei pilastri, è scolpito il simbolo araldico della famiglia Del Sale. Sempre al piano terra in una delle due grandi stanze, con soffitti lignei, all'interno di una nicchia semitamponata è stato rinvenuto un affresco che raffigura San Cristoforo.
Al primo piano in corrispondenza del portico è situato il salone delle Allegorie delle Virtù e dei Vizi, in origine una loggia. Da questo salone si può accedere attraverso un arco, di recente riaperto,  a due ambienti. Sulla sinistra si trova la sala degli Stemmi mentre sulla destra è situata un'altra sala. In quest'ultima le decorazioni alle pareti sono completamente scomparse e resta solo un timpano affrescato con specchiature a finto marmo.
Casa Minerbi-Del Sale, oltre che per gli affreschi, riveste particolare importanza anche come testimonianza architettonica. Infatti gli esempi di edifici privati trecenteschi che si sono conservati nella città di Ferrara e in generale nell'Italia settentrionale sono abbastanza rari e spesso hanno subito trasformazioni tali da renderne difficile la lettura.

### Il salone delle allegorie delle Virtù e dei Vizi

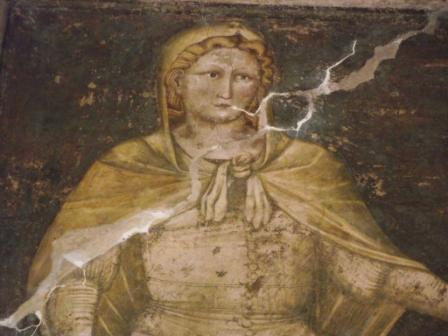
Allegoria della Fortezza, dettaglio, salone delle allegorie delle Virtù e dei Vizi

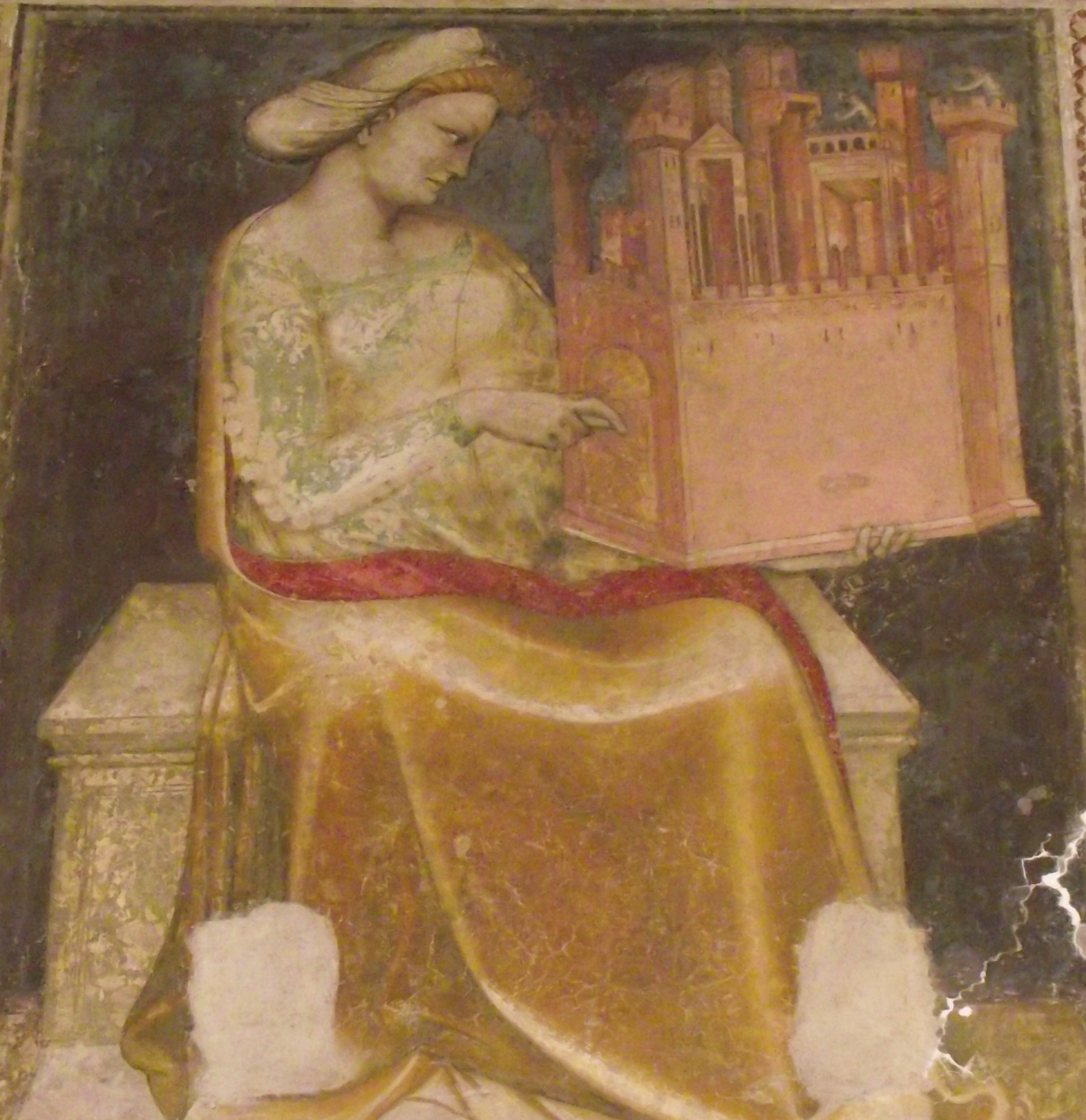
Allegoria della Temperanza, salone delle allegorie delle Virtù e dei Vizi

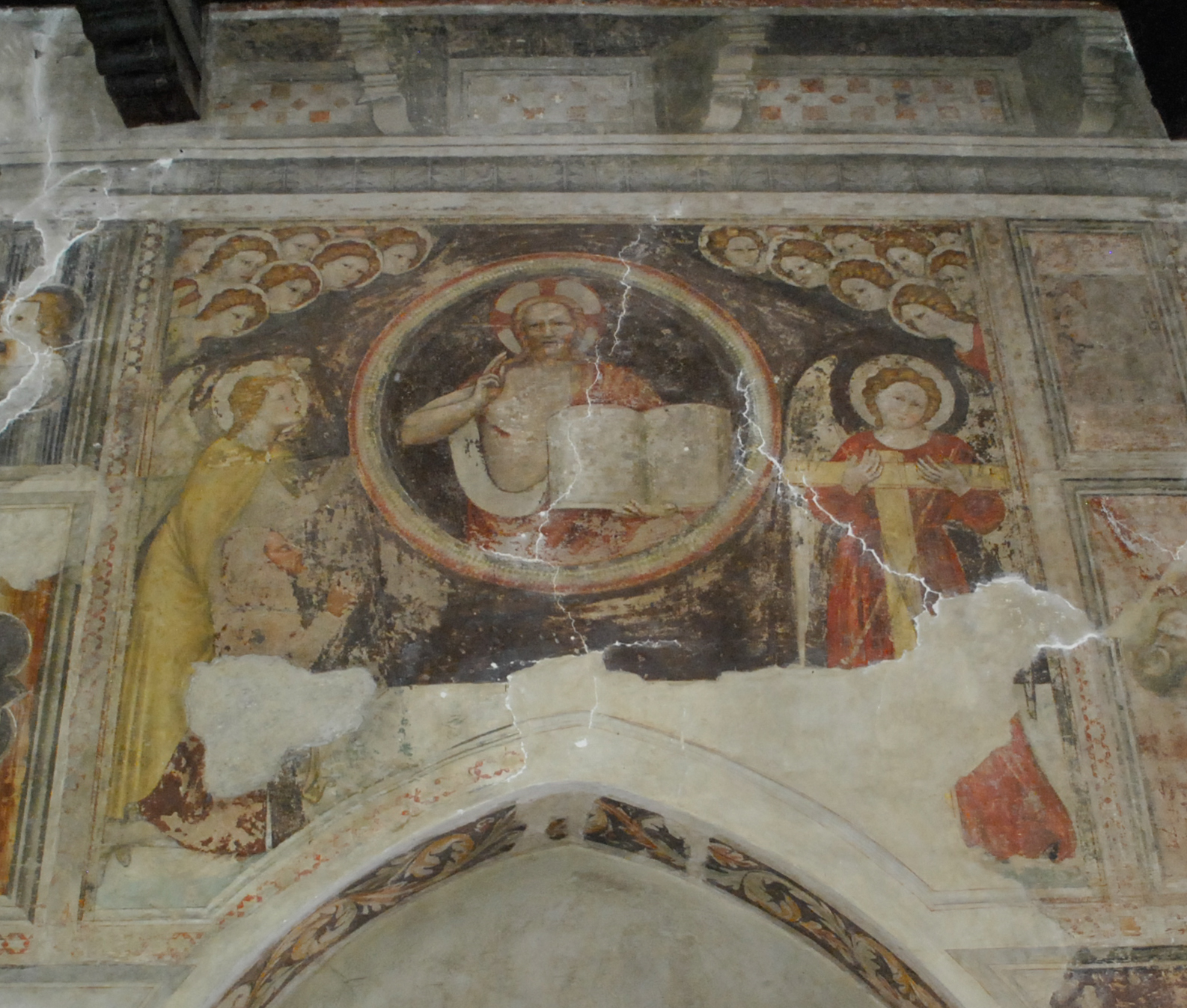
Giudizio Particolare, salone delle allegorie delle Virtù e dei Vizi

Dal punto di vista iconografico gli affreschi del salone delle Allegorie delle Virtù e dei Vizi sono incentrati prevalentemente nel rapporto di dipendenza tra il ciclo ferrarese e quello realizzato agli inizi del Trecento da Giotto nello zoccolo della cappella degli Scrovegni a Padova.
Dai confronti serrati tra le diverse allegorie emergono evidenti ed esplicite citazioni del maestro fiorentino, già sommariamente evidenziate nei pochi studi che hanno analizzato il salone. Si tratta di una dipendenza che non è mai ossequiosa e che non manca di scelte autonome legate al diverso periodo stilistico (almeno cinquanta anni separano i due cicli) ed a riferimenti iconografici provenienti da ambiti diversi. In particolare l'immagine allegorica della Temperanza, nella versione ferrarese raffigurata di profilo con la mano sinistra che sostiene il modellino di una città murata e turrita mentre la mano destra introduce una chiave nella porta d'accesso alla stessa, è un'esplicita citazione di modelli bolognesi.
Fondamentale per la ricerca iconografica è stata l'identificazione da parte di Boskovits del tema raffigurato al centro del salone: un Giudizio Singolare o Particolare. Questo soggetto ebbe una limitata diffusione nel corso del Medioevo e fu fonte di un acceso dibattito all'interno della chiesa a causa delle posizioni assunte da papa Giovanni XXII.
Ancora da indagare resta l'iconografia delle teste inserite nei quadrilobi mistilinei che affiancano le allegorie.

### La Sala degli Stemmi

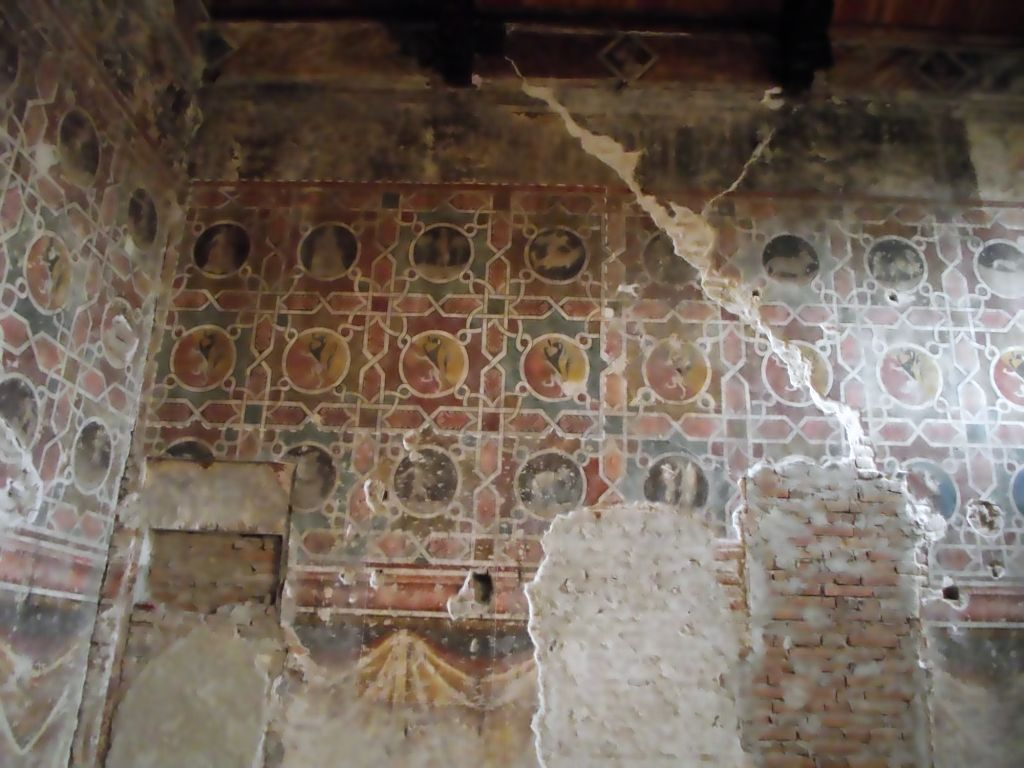
Sala degli Stemmi (pareti sud-ovest)

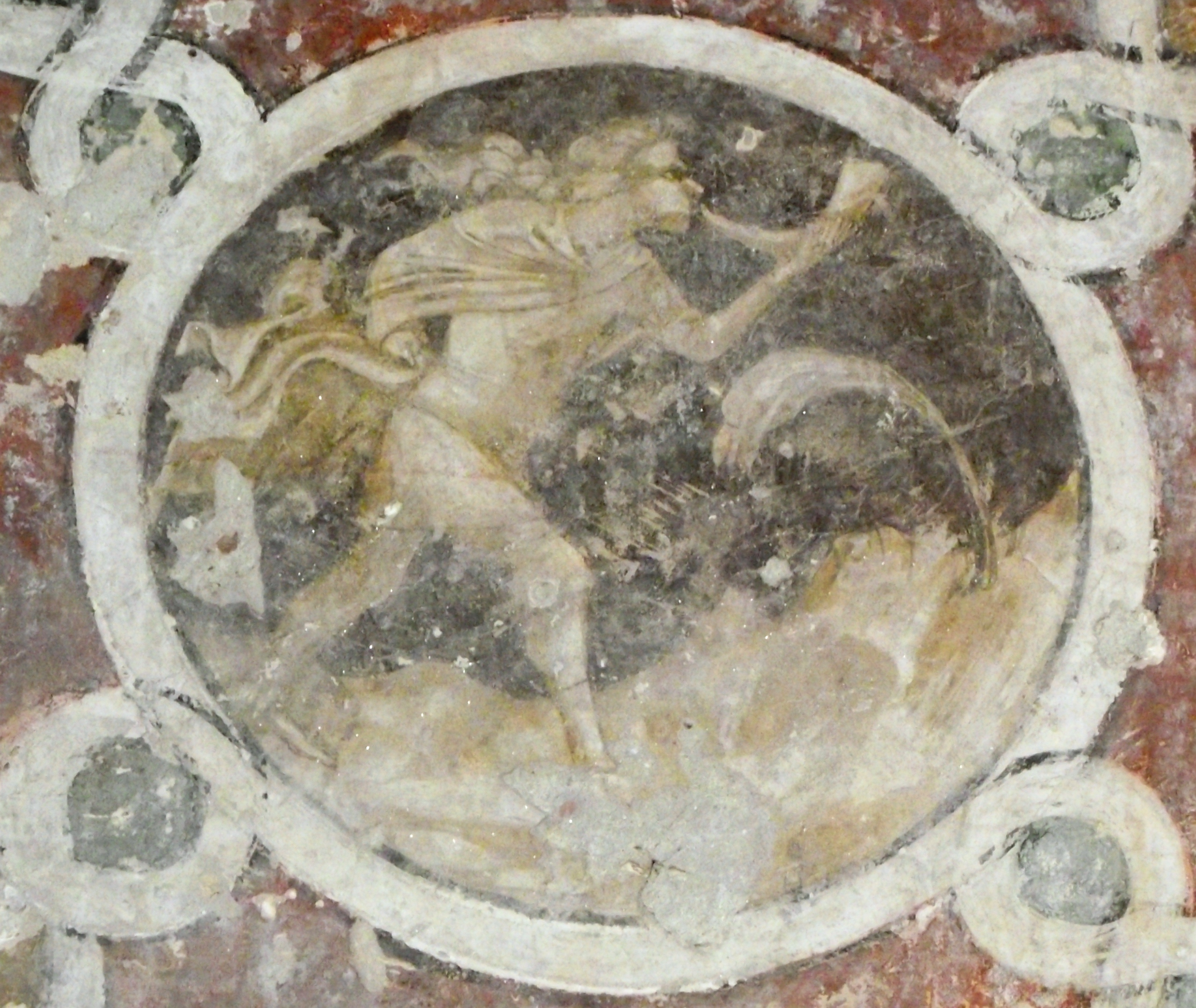
Mese di Marzo, Sala degli Stemmi

Sotto l'aspetto strutturale la sala degli Stemmi ha subito nel corso dei secoli diverse modifiche dovute all'apertura di porte e finestre che hanno distrutto in maniera irreparabile ampie porzioni delle pareti affrescate da Stefano da Ferrara. Il tetto della sala è a capanna con capriate a vista e nelle pareti nord e sud sono presenti timpani affrescati. Nel primo sono visibili decorazioni a finto a marmo e nel secondo una scena di lotta o di gioco tra due personaggi affiancati dai rispettivi cani. Al momento appare difficile l'identificazione degli ingressi originali anche se è probabile che fossero collocati ad un'altezza tale da non interrompere la continuità del ciclo affrescato. Nella parete nord era collocato un camino con ai lati di due finestre a sesto acuto appartenenti alla fase costruttiva trecentesca, mentre le altre due finestre, tuttora presenti sulla parete est, sembrerebbero aggiunte, o quanto meno allargate, in epoche successive.
La decorazione pittorica ricopre tutta la superficie delle pareti.  Nella parte superiore si trovano specchiature rettangolari a finto marmo al cui interno sono disposte tredici losanghe romboidali contorniate da cornici colorate di bianco scorciate prospetticamente dal basso verso l'alto, che racchiudono una serie di teste di uomini e di donne raffigurati prevalentemente di profilo. Nella parte inferiore tutta la sala è avvolta da con un finto velario giallo con bordo rosso appeso per punti così da formare profonde e ampie ricadute delle pieghe. La fascia centrale delle quattro pareti è composta da un reticolato ad intreccio geometrico che può essere suddiviso in tre registri. Il registro in alto e quello in basso racchiudono una teoria di clipei dipinti a chiaroscuro ad eccezione di due colorati presenti nella parete ovest che raffigurano busti di profilo. Il registro centrale riporta in maniera seriale l'impresa araldica della famiglia Del Sale. L'effetto coloristico delle pareti è di grande impatto visivo e non si può non apprezzare il gusto per l'uso del colore presente in questa sala. 
Altre «tappezzerie» dipinte con un disegno geometrico simile ma meno elaborato si trovano a Ferrara nel Palazzo Marchionale e sono riconducibili a non oltre la metà del Trecento. La testimonianza più vicina a casa Minerbi-Del Sale di utilizzo di questa tipologia di «tappezzerie» in un ambiente profano sembrerebbe essere quella presente nell'Anticamera dei Cimieri situata al piano terra della reggia dei Carraresi a Padova. L'analogia tra le due decorazione potrebbe testimoniare la presenza della stessa bottega operante tra Ferrara e Padova. Evento possibile vista la presenza documentata nelle fonti di Stefano da Ferrara nella Basilica del Santo per la cappella contenente l'arca di Sant'Antonio e per la Madonna del Pilastro.